# Tombali
Tombali é uma região da Guiné-Bissau, sua capital é a cidade de Catió. Possui 91.089 habitantes (2009), correspondente a 6,29% da população do país.
Localiza-se aqui o Parque Nacional de Cantanhez.

## Etimologia
Recebe o nome do rio Tombali, curso d'água que delimita a fronteira entre Tombali e Quinara.

## Setores

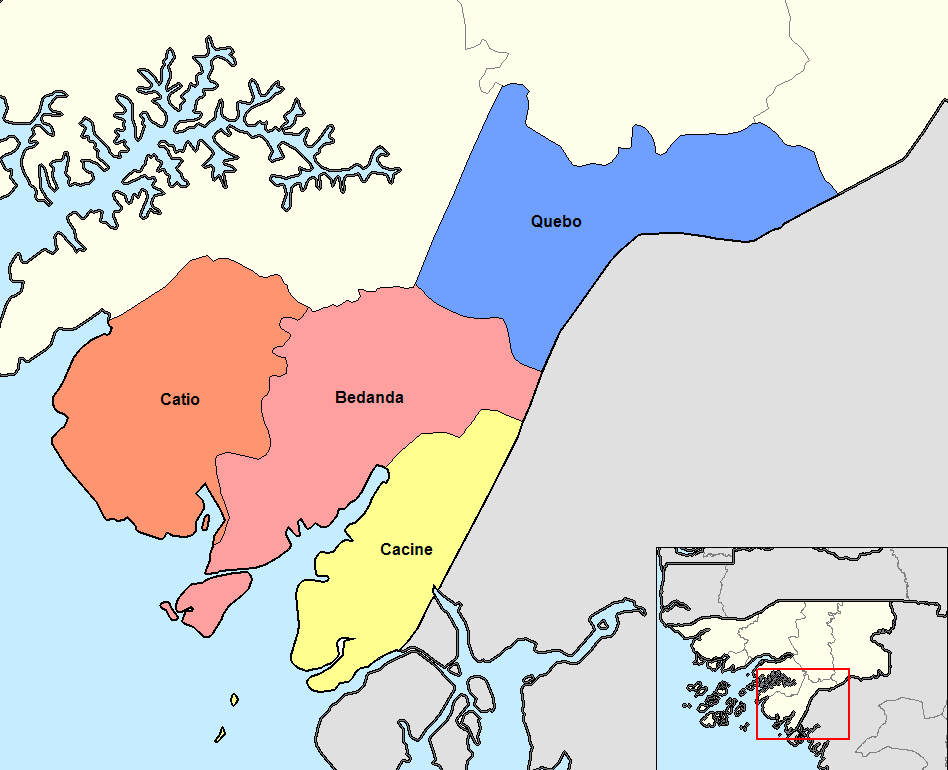

- Bedanda
- Cacine
- Catió
- Quebo
- Como

## Demografia
| 1979  | 1991  | 2009  |
| 55099 | 71065 | 91089 |

## População por etnia e religião
A região de Tombali distingue-se das outras pela elevada proporção de pessoas das etnias Balanta (46,9%) e Fula (20,9%). A população pertencente às etnias Felupe e Saracole corresponde a menos de 1%.

A maioria da população desta região (43%) é muçulmana, 24% é aminista e 14,7% é cristã.

## Paisagens
O isolamento desta região produz paisagens compostas por mangais, nos braços de rios, campos de arroz, embondeiros, palmeiras (Elaeis guineensis), florestas primárias e, numa zona mais interior, savanas.